# Gert Mittring
Gert Mittring (né en 1966 à Stuttgart) est un psychologue allemand et un calculateur prodige qui aurait battu le 24 novembre 2004 le record mondial de calcul mental, à l'âge de 38 ans.

## Biographie
Lors d'une manifestation organisée par le musée des mathématiques (en) à Gießen, dans l'Ouest de l'Allemagne, il a extrait la racine treizième d'un nombre de 100 chiffres en seulement 11,80 secondes. Il aurait ainsi battu le record précédent du Français Alexis Lemaire, qui avait en 2002 effectué un calcul semblable en 13,55 secondes.
Cependant aucune organisation (Guinness, Saxonia) n'a accepté le record de Gert Mittring, la raison étant que les règles n'ont pas été respectées (il fallait 9 calculs pour Saxonia).
Gert Mittring est aussi capable de mémoriser 22 chiffres décimaux après les avoir observés pendant 4 secondes, ou 30 chiffres binaires observés pendant 3 secondes.
Il est l'auteur de plusieurs ouvrages sur les mathématiques et le calcul mental,,, et dirige le comité de recherche sur l'intelligence à Intertel, étant également membre de Mensa,.